# 蕭彤雯
蕭彤雯（1974年6月11日—），台灣知名新聞主播，現亞新媒體顧問公司實質經營者。畢業於國立政治大學新聞學系。曾經擔任華視記者、主播和主持人。2004年跳槽至三立新聞台擔任專任主播。2010年轉至壹電視擔任專職主播，2014年底離開主播台，現任飛碟聯播網《生活同樂會》節目主持人），與前夫林谷苑育有一女。

## 家族
- 蕭父蕭紀漢台大外文系畢業，曾任基隆中學英語老師，在南陽街化身蕭靈英語補教名師。
- 蕭母為家管。

## 家庭
現任丈夫周治轅清大電機畢業聯發科經理，兩人為差六歲的姊弟戀且育有1子。

## 學歷
- 臺北市立第一女子高級中學
- 國立政治大學新聞系

## 經歷
- 飛碟電台記者（1996年9月～1999年5月）
- TVBS記者（1999年5月～1999年8月）
- 華視新聞記者（醫藥、交通）、氣象主播、新聞主播、主持人（1999年8月～2004年12月）
- 三立新聞台主播、主持人、製作人（2004年12月～2009年12月）
- 壹電視新聞台主播（2010年1月1日～2016年4月20日）
- 中天新聞台《新聞大審判》主持人（2016年5月8日至2016年10月16日）
- 安麗網路電視《Be a better you》主持人（2016年7月16日至2017年12月）
- Ettoday《史瑪特過生活》節目主持人（2017年9月～2018年）
- 飛碟電台《生活同樂會》節目主持人（2019年1月7日至今～）
- Yahoo《Yahoo健世代》節目主持人（2025年4月29日至今～）

## 獎項紀錄

### 廣播金鐘獎
| 年份   | 獲提名                 | 獎項                                  | 結果 |
| ------ | ---------------------- | ------------------------------------- | ---- |
| 2019年 | 飛碟電台《生活同樂會》 | 第54屆廣播金鐘獎 生活風格節目主持人獎 | 入圍 |
| 2021年 | 飛碟電台《生活同樂會》 | 第56屆廣播金鐘獎 生活風格節目主持人獎 | 入圍 |

### 卓越新聞獎
| 年份   | 獲提名             | 獎項                                 | 結果 |
| ------ | ------------------ | ------------------------------------ | ---- |
| 2003年 | 北城醫院打錯針事件 | 第二屆卓越新聞獎電視類即時新聞採訪獎 | 獲獎 |

## 主持作品

### 曾主播過或主持過的節目
| 時間                        | 頻道         | 節目                                              | 備註     |
|                             | 華視         | 《華視晨間新聞》                                  |          |
|                             | 華視         | 《華視夜間新聞》                                  |          |
|                             | 華視         | 《華視晚間新聞》                                  | 氣象主播 |
|                             | 華視         | 《台灣NO.1》                                      |          |
|                             | 華視         | 《莒光園地》                                      |          |
| 2003年5月至2003年7月        | 華視         | 《魔法梅蒂亞》（媒體識讀教育節目）                |          |
|                             | 三立新聞台   | 《1000、1100 三立整點新聞》（又名《三立新聞網》） |          |
|                             | 壹電視新聞台 | 《午間新聞》                                      |          |
|                             | 壹電視新聞台 | 《晚間新聞》                                      |          |
| 2014年6月2日                | 壹電視新聞台 | 《2014台北市長在野整合政見發表會》                | 主持人   |
| 2016年5月8日-2016年10月16日 | 中天新聞台   | 《新聞大審判》                                    | 主持人   |
| 2016年7月16日-2017年12月    | 安麗網路電視 | 《Be a better you》                               | 主持人   |
| 2016年11月9日               | 蘋果新聞網   | 《白宮爭霸美國總統大選即時報導》                  | 主持人   |
| 2017年9月19日-2018年4月12日 | Ettoday      | 《史瑪特過生活》                                  | 主持人   |
| 2022年9月6日-2022年11月8日  | Line today   | 《市長神回應》                                    | 主持人   |
| 2022年11月26日              | ETtoday      | 《2022九合一選舉開票特別報導》                    | 主持人   |
| 2024年1月13日               | ETtoday      | 《2024總統立委開票特別報導》                      | 主持人   |

### 廣播
| 時間             | 頻道     | 節目           | 備註   |
| 2019年1月7日至今 | 飛碟電台 | 《生活同樂會》 | 主持人 |

## 著作
- 《三明治媽的多重宇宙》2024年出版
- 《記者不是你想的那樣：蕭彤雯的新聞現場》2017出版
- 《安胎順產教戰手冊》2016年出版

## 外部連結
- 蕭彤雯的Facebook專頁
- 蕭彤雯的Instagram帳戶
- 飛碟電台DJ-蕭彤雯簡介 （页面存档备份，存于）